# Rugby Club Luxembourg
El Rugby Club Luxembourg, també conegut per l'acrònim RCL, és un club de rugbi, del barri de Cessange a la Ciutat de Luxemburg, a Luxemburg. Donat el fet que Luxemburg no té cap lliga de rugbi domèstica, el RCL juga en les lligues dels països veïns, entre elles recentment ha jugat en la lliga alemanya Rugby-Bundesliga, anteriorment havia participat en la lliga belga i les lligues nacionals franceses.
El club ha crescut ràpidament en aquests darrers anys, i ara té uns 300 socis. L'estadi del RCL és el Boy Konen, a Cessange. El club està molt ben considerat, ja que el club de primera classe a Luxemburg perquè no ha perdut mai la Copa de Luxemburg, i segueix sent la principal font de jugadors per a l'equip de rugbi nacional de Luxemburg.

## Història
El RCL es va fundar el maig de 1973 essent el primer club de rubgi de Luxemburg. Va ser fundat per un grup de britànics expatriats que treballaven a la Ciutat de Luxemburg. El club va ser format per una diversitat de nacionalitats, cultures, credos, llengües: belgues, francesos, anglesos, irlandesos, gal·lesos, escocesos, australians, sud-africans, portuguesos, espanyols, alemanys, holandesos, italians, noruecs, fijiesos, luxemburguesos, nord-americans, nova zelandesos, veneçolans, i argentins.Aquesta diversitat persisteix fins al dia d'avui en el RCL.
El club va jugar el seu primer partit oficial contra l'ENS Castillionnaise el setembre de 1973. Fins al 1995, el club va jugar a la lliga regional francesa de l'Alsàcia-Lorena. En aquell any, l'equip es va unir la segona divisió belga, a la qual va pertànyer a fins al 1998, quan va guanyar la promoció a la primera divisió.
El 2001, el club va decidir tornar a la lliga de rugbi francesa, participant en la lliga regional d'Alsàcia-Lorena. L'any 2008 el RCL va guanyar en la seva divisió, però després de rebre una invitació per part de la lliga alemanya l'any 2008, el club va decidir unir-se a aquesta lliga el 2009.